# Eddy Bouwmans
Eddy Bouwmans (* 30. Januar 1968 in Aarle-Rixtel) ist ein ehemaliger niederländischer Radrennfahrer.

## Sportliche Laufbahn
1989 hatte Eddy Bouwmans seinen ersten größeren Erfolg als Amateurrennfahrer: Nach einer Solofahrt über 50 Kilometer gewann er den Ardense Pijl im belgischen Grand-Rechain. Ebenfalls 1989 siegte er im Etappenrennen Csepel-Cup in Ungarn. Dort gewann er auch das Einzelzeitfahren. Bei der DDR-Rundfahrt 1989 belegte er Rang zwei in der Gesamtwertung und gewann die Wertung des besten Nachwuchsfahrers. Im Jahr darauf wurde er in den Niederlanden zum Nachwuchs-Radsportler des Jahres gewählt.
Von 1990 bis 1997 stand Bouwmans bei verschiedenen Radsportteams unter Vertrag. 1992 gelang ihm der größte Erfolg seiner Laufbahn, als er bei der Tour de France die Nachwuchswertung für sich entschied und in der Gesamtwertung der Tour Rang 14 belegte. 1993 gewann er das Eintagesrennen Classique des Alpes in Frankreich.
2013 berichtete Bouwmans in einem Interview, 1994 dreimal mit Epo gedopt zu haben sowie mit Testosteron und Cortison.
Nach dem Ende seiner Radsportlaufbahn eröffnete Bouwmans, ein gelernter Zimmermann, ein Unternehmen für Innenausbau in Beek en Donk.

## Erfolge
1989
- Flèche Ardennaise

1992
- Nachwuchswertung Tour de France

1993
- Classique des Alpes
- eine Etappe Critérium du Dauphiné

1994
- eine Etappe Tour du Limousin
- eine Etappe Critérium International

1997
- Gesamtwertung Teleflex Tour

## Grand Tours-Platzierungen
| Grand Tour            | 1992 | 1993 | 1994 | 1995 |
| --------------------- | ---- | ---- | ---- | ---- |
| Giro d’ItaliaGiro     | –    | –    | –    | –    |
| Tour de FranceTour    | 14   | 45   | –    | 45   |
| Vuelta a EspañaVuelta | –    | –    | –    | –    |

## Teams
- 1990–1992 Panasonic-Sportlife
- 1993–1994 Novemail-Histor-Laser Computer
- 1995 Novell
- 1996–1997 Foreldorado-Golff